# Castro de Ovil

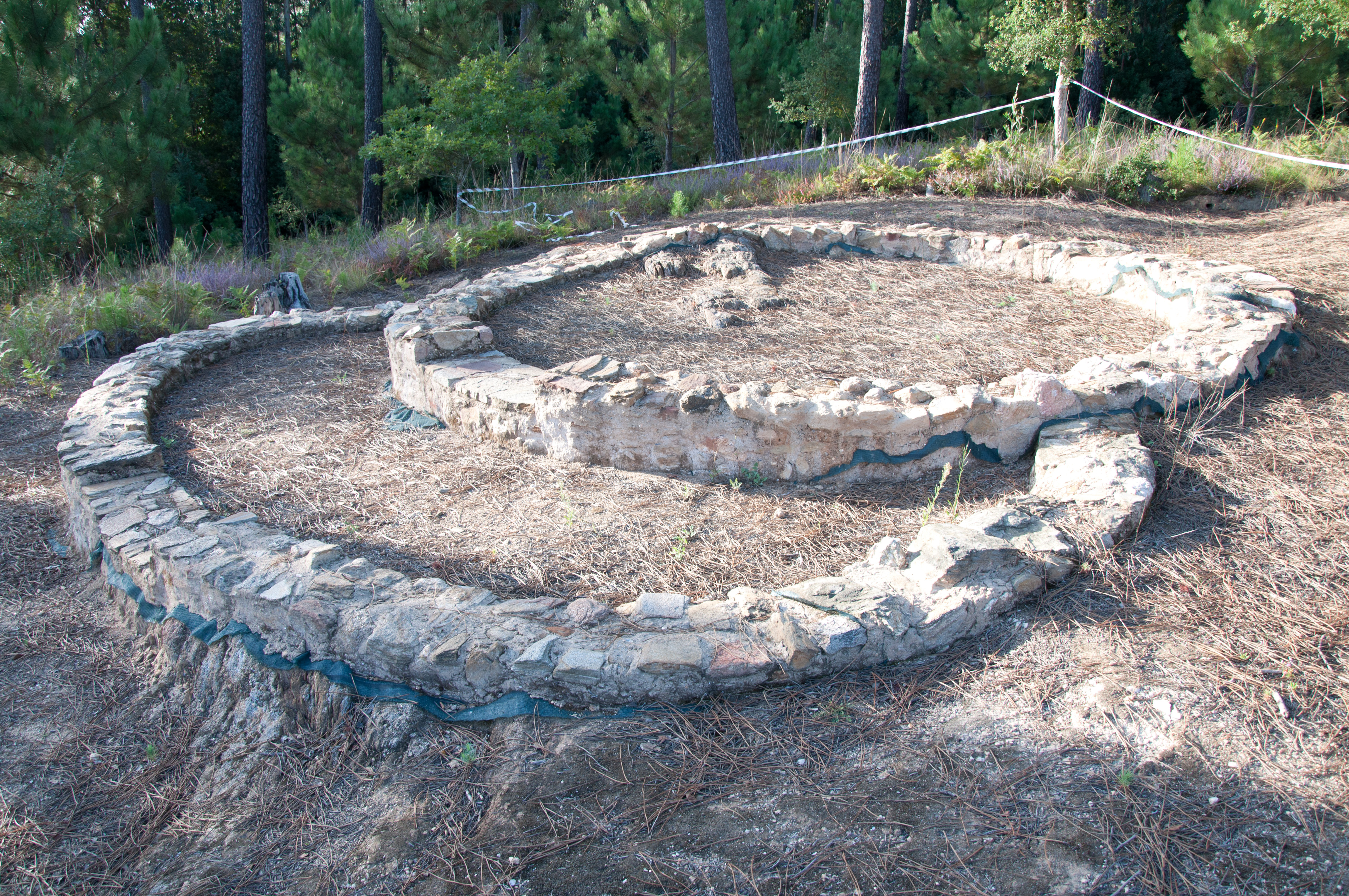
Castro de Ovil, Espinho: aspecto de una de las estructuras.

El Castro de Ovil se localiza en el lugar del Monte, en la freguesia de Paramos, municipio de Espinho, distrito de Aveiro, en Portugal.

## Historia
Este castro prerromano es datado en el siglo II a. C., situado en posición dominante sobre una pequeña colina orientada a Sur, a 5 kilómetros de la actual Cortegaça. Fue abandonado durante el proceso de romanización de la región, iniciado en el inicio siglo I.
El sitio arqueológica fue identificado en 1981, aunque se encuentre referido en diversos documentos de los siglos X, XI, XII y XIII. 
Está clasificado por el IGESPAR como Inmóvil de Interés Municipal desde 1990.
Al lado del castro se encuentran las ruinas de la antigua Fábrica del Castillo, destinada a la producción de papel, construida en 1836 y desactivada en 1975.
La Cámara Municipal de Espinho planeaba construir un centro interpretativo y accesos para desarrollar el turismo de la zona. En ese centro serían mantenidos en exposición los artefactos recogidos por la investigación arqueológica, desde cerámicas a joyas, y piedras pulidas.

## Características
Se trata de un poblado fortificado que presenta varias estructuras habitacionales de planta circular.